# Hon-Koai-Schönhörnchen
Das Hon-Koai-Schönhörnchen (Callosciurus honkhoaiensis) ist eine Hörnchenart aus der Gattung der Echten Schönhörnchen (Callosciurus). Es kommt endemisch auf der Insel Hon Khoai vor der Südspitze Vietnams vor.

## Merkmale
Das Hon-Koai-Schönhörnchen ist die kleinste Schönhörnchenart Indochinas. Der Holotyp hat eine Kopf-Rumpf-Länge von 17,5 Zentimeter, der Schwanz ist 18 Zentimeter lang und das Gewicht liegt bei 152 Gramm. Die Grundfärbung des Fells auf dem Rücken und an den Seiten ist orange-braun, wobei die einzelnen Haare eine schwärzliche Basis und ein orange-braun gefärbtes Ende haben. Die Schnauze ist etwas heller. Die Ohren sind dunkelgrau. Der Bauch und die Pfoten sind weißlich bis cremefarben. Das helle Bauchfell und das orange-braun gefärbte Fell an den Flanken sind scharf voneinander abgegrenzt. Der Schwanz ist komplett agoutifarben, mit Haaren, die eine schwarze Basis besitzen, einen mittleren orange-braunen Abschnitt aufweisen, und weiße Spitzen haben. Am Schwanzende sind die ca. 50 mm langen Haare weiß mit einer schwarzen Basis.

## Lebensraum
Das Hon-Koai-Schönhörnchen lebt auf der sehr kleinen Insel Hon Khoai vor der Südspitze Vietnams, deren Fläche nur 8 km² beträgt. Die Insel hat einen felsigen Untergrund und ist mit tropischem Primärwald bedeckt. Dieser besteht vor allem aus Feigenbäumen, Knema saxatilis, Lagerstroemia caryculata, Sandoricum koetjape, Semecarpus cochinchinensis, Terminalia calamansanai und Wrightia pubescens, sowie Arten aus den Gattungen Garcinia und Syzygium. Die höchste Erhebung der Insel erreicht 318 Meter. Die jährliche Durchschnittstemperatur liegt bei 26,7 C.

## Systematik
Das Hon-Koai-Schönhörnchen wird als eigenständige Art innerhalb der Gattung der Echten Schönhörnchen (Callosciurus) eingeordnet, die aus 16 Arten besteht. Die wissenschaftliche Erstbeschreibung erfolgte 2018 durch ein Team vietnamesischer und japanischer Zoologen. Die Schwesterart des Hon-Koai-Schönhörnchen ist das Graubauchhörnchen (Callosciurus caniceps). Die beiden Arten wurden wahrscheinlich während des Pleistozäns durch ein größeres Flusssystem auf Sundaland oder durch den steigenden Meeresspiegel am Ende des Zeitabschnitts voneinander getrennt. Die Schwesterart der von beiden Schönhörnchen gebildeten Klade ist das Einfarbige Schönhörnchen (Callosciurus inornatus).